# بیناو
بیناو (به آلمانی: Binau) یک شهر در آلمان است که در نکار-ادنوالد واقع شده‌است. بیناو ۱٬۳۴۳ نفر جمعیت دارد.

## خواهرخوانده
شهر Lindau am Harz خواهرخواندهٔ بیناو هست.